# Le Boss (film, 1973)
Pour les articles homonymes, voir Le Boss.
Série Trilogie du Milieu
L'Empire du crime
(1972)
Pour plus de détails, voir Fiche technique et Distribution.
Le Boss (Il boss) est un film italien réalisé par Fernando Di Leo, sorti en 1973.
Il marque la troisième et dernière partie de la trilogie du Milieu. Il est précédé de Milan calibre 9 et L'Empire du crime.

## Synopsis
Un homme de main d'un clan sicilien a une mission d'éliminer les meneurs d'un clan ennemi.

## Fiche technique
- Titre : Le Boss
- Titre original : Il boss
- Réalisateur : Fernando Di Leo
- Scénario : Fernando Di Leo d'après de roman Mafioso de Peter McCurtin
- Musique : Luis Bacalov
- Producteur : Armando Novelli
- Société de production : Cineproduzioni Daunia 70
- Durée : 100 minutes
- Genre : Thriller, film d'action, film policier
- Dates de sortie :
  -  Italie 1er février 1973
  -  Danemark 12 novembre 1973
  -  France 22 mai 1974
  -  Allemagne de l'Ouest 6 décembre 1974

## Distribution
- Henry Silva (VF : Edmond Bernard) : Nick Lanzetta
- Richard Conte (VF : Jacques Beauchey) : Don Corrasco
- Gianni Garko (VF : Michel Barbey) : Commissare Torri
- Antonia Santilli (VF : Béatrice Belthoise) : Rina D'Aniello
- Corrado Gaipa (VF : Georges Atlas) : Avocat Rizzo
- Marino Masè (VF : Daniel Gall) : Pignataro
- Howard Ross : Melende
- Claudio Nicastro (VF : Pierre Leproux) : Don Giuseppe D'Aniello
- Gianni Musy (VF : Michel Gatineau) : Carlo Attardi
- Mario Pisu : Honorable Gabrielli
- Vittorio Caprioli (VF : Albert Augier) : Le commissaire
- Pier Paolo Capponi (VF : Gérard Hernandez) : Cocchi
- Andrea Aureli (VF : Albert de Médina) : Don Antonino Attardi
- Pietro Ceccarelli (it) (VF : Yves Brainville) : Maione
- Giulio Baraghini : Homme de main de Don Corrasco
- Sergio Ammirata : Gangster
- Salvatore Billa : Sacco
- Luigi Antonio Guerra
- Giorgio Dolfin : Policier
- Andrea Scotti : Gangster